# Pokr Vedi
Pokr Vedi (en arménien Փոքր Վեդի) est une communauté rurale du marz d'Ararat en Arménie. En 2008, elle compte 3 259 habitants.
Le village fut fondé en 1831. A l'ouest du village, se trouvent les terres de Khor Virap, qui un monastère situé à côté du village voisin de Lusarat. Ce monastère date du VIIe siècle et est l'un des sites de pèlerinage les plus visités en Arménie.
Le village est situé à la jonction des routes H11 et H8, à environ 5 km à l'est de la frontière avec la Turquie marquée par la rivière Aras. Le village se situe à environ 40 kilomètres d'Erevan, la capitale du pays.